# غيلبرت تيودورو
غيلبرت تيودورو هو محامي وسياسي فلبيني، ولد في 14 يونيو 1964 بايزابلا في الفلبين. حزبياً، نشط في لاكاس كامبي ‏. وقد انتخب عضو مجلس النواب في الفلبين.

## وصلات خارجية
- الموقع الرسمي